# Pressão de mutação
Mutações de substituição poderão provocar uma variação na frequência de ocorrência, num genótipo, de cada um dos 2 possíveis pares de bases (par adenina-timina e par guanina-citosina). Estas mutações poderão ocorrer em duas direções: substituição do par adenina-timina por um par guanina-citosina ou então a substituição do par guanina-citosina por um par adenina-timina.
As taxas de mutação nas duas direções são normalmente as mesmas (resultado esperado pela deriva genética aleatória).
A taxa global destas mutações dada pela fórmula V/(U-V) onde V é a taxa de mutação AT para GC e U é a taxa de mutação GC para AT, tem sido definida como pressão de mutação direcional (mu D).
Pressão de mutação é uma das formas de se explicar desvios na utilização de diferentes códons para um mesmo aminoácido em organismos diferentes. O exemplo clássico é o dos códons para leucina na bactéria Escherichia coli e a levedura Saccharomyces cerevisiae. Há 6 códons possíveis para indicar leucina, no entanto, E. coli utiliza mais o CUG enquanto a levedura utiliza mais o UUG.